# Vesljungasjön
Vesljungasjön is een meer in het noorden van het Zweedse landschap Skåne. Het meer ligt tussen de plaatsen Emmaljunga en Visseltofta in de gemeente Osby. Het meer is vrijwel overal ondiep de maximum diepte is 2,6 meter. Op sommige plaatsen in het meer liggen veel stenen op andere plaatsen groeit riet.
In het meer liggen twee eilanden: Gräsön en Kråkön. Hier vindt men ook een zandstrand met een pier in de zomer. In het meer kan men vissen op snoek, baars, blankvoorn en zeelt.